# Henri Leroy (football)
Pour les articles homonymes, voir Henri Leroy et Leroy.
Henri Leroy, né le 12 décembre 1887 et mort le 10 septembre 1964, est un footballeur belge international belge qui joue au poste de gardien de but.
Il est gardien de but au Racing Club de Bruxelles de 1907 à 1909 et devient champion de Belgique en 1908. 
Puis il rejoint l'Union Saint-Gilloise jusqu'en 1925. Avec son nouveau club, il remporte encore le championnat à deux reprises, en 1910 et en 1913, mais aussi deux Coupes de Belgique, en 1913 et 1914.
Il joue dix-huit matches avec l'équipe de Belgique. Le 12 avril 1908, pour sa première sélection, à Paris, contre la France, il remplace au pied levé le gardien titulaire de l'équipe nationale et également coéquipier au Racing Club de Bruxelles, Robert Hustin, car ce dernier n'avait pu être libéré par son employeur. Les Belges remportent le match (2-1) et Henri Leroy est sélectionné par la suite régulièrement jusqu'en 1919.

## Palmarès
- International belge de 1908 à 1919 (18 sélections)
- première sélection : le 12 avril 1908, France-Belgique, 1-2  (match amical)
- Champion de Belgique en 1908 avec le Racing Club de Bruxelles
- Champion de Belgique en 1910 et 1913 avec la Royale Union Saint-Gilloise
- 236 matches en Division 1
- Vainqueur de la Coupe de Belgique en 1913 et 1914 avec la Royale Union Saint-Gilloise